# Erik Killmonger
Erik Killmonger (N'Jadaka) es un supervillano ficticio que aparece en los cómics estadounidenses publicados por Marvel Comics. Creado por Don McGregor y Rich Buckler, el personaje apareció por primera vez en el cómic Jungle Action # 6 (septiembre de 1973). El personaje se representa comúnmente como un hábil cazador y mercenario nacido en la nación africana ficticia de Wakanda, quien guarda rencor contra el país y su gente después de que sus padres biológicos fueran asesinados cuando él era joven. Criado fuera de Wakanda, finalmente regresa como líder revolucionario y terrorista para vengarse, y desafía repetidamente al rey T'Challa, quien se convierte en su oponente más prominente y después Erik se va hasta Queens Nueva York  para matar al Hombre Araña y se une a los Seis Siniestros.
El personaje ha sido adaptado de los cómics a varias otras formas de medios, como series de televisión y videojuegos. Erik Killmonger hizo su debut en el Universo cinematográfico de Marvel, Black Panther (2018) y será el villano de la Pantera Negra y Black Panther: Wakanda Forever (2022: cameo hablando con Shuri en una pesadilla) interpretado por Michael B. Jordan y volvió a interpretar al personaje prestando su voz una versión alternativa del personaje en la serie animada de Disney+, What If...? (2021).

## Historial de la publicación
Erik Killmonger apareció por primera vez en la historia de Panther Rage de Jungle Action # 6-8 (septiembre de 1973-enero de 1974), y fue creado por Don McGregor y Rich Buckler.
El personaje apareció posteriormente en Jungle Action # 12-18 (noviembre de 1974-noviembre de 1975), en Iron Man Annual # 5 (1982), Over the Edge # 6 (abril de 1996), Pantera Negra (volumen 3) # 13 (diciembre de 1999) ), # 15-16 (febrero-marzo de 2000), # 18-21 (mayo-agosto de 2000), Deadpool (1997 1 ° serie) # 44 (septiembre de 2000), Pantera Negra (volumen 3) # 23-25 (octubre - diciembre de 2000), n.º 60 (julio de 2003) y Pantera Negra (volumen 4) n.º 35-38 (mayo-septiembre de 2008).
Erik Killmonger apareció en una entrada en el libro de referencia de 2006, Manual oficial totalmente nuevo del Universo Marvel AZ # 6.

## Biografía del personaje ficticio
Nacido en Wakanda, Erik nació bajo el nombre de N'Jadaka. Sus padres fueron asesinados por asaltantes liderados por un ciudadano traidor del Reino Dorado que vendió los secretos de su nación natal a Ulysses Klaw.
Fue llevado y criado en el extranjero por sus odiosos cuidadores, y aquellos que le habían robado el paraíso le dieron un nuevo nombre e identidad. N'Jadaka fue un intelecto dotado desde una edad temprana. Este rasgo fue explotado por su padre sustituto M'Demwe, el mismo que asesinó a su familia antes de llevarlo al mundo exterior, todo mientras se jactaba de superioridad nacional mientras caminaban por tierras extranjeras.
Mientras tanto, N'Jadaka fomentó un profundo resentimiento hacia todos y todo por todos los horribles eventos que le sucedieron, mientras que su futuro némesis T'Challa sería coronado rey después de la muerte de su padre.
Finalmente, el joven se cansó de su vida en la servidumbre y su infancia de dificultades, y ejecutó a M'Demwe, disparando brutalmente y luego apuñalando al traidor hasta la muerte, antes de esforzarse por encontrar su propio camino. Más tarde cambió su nombre a Erik Killmonger y estudió en el Instituto de Tecnología de Massachusetts, todavía desesperado por vengar la muerte de su padre.
Mientras estudiaba en Harlem, Nueva York, Erik intentó varias veces asesinar la fuente de sus problemas, pero fue confundido por jugadores de poder supervillanos que trabajaban bajo la dirección de Wilson Fisk / Kingpin. 
Ese equipo mercenario de mutantes tomó a Killmonger como miembro temporal dentro de su tripulación de pistoleros contratados. Finalmente, él se enamoró de una compañera de equipo, Knight, y encontró un consuelo temporal en su compañía, mientras realizaba trabajos ocasionales bajo el mando del señor del crimen en Nueva York. Todo eso finalmente se vino abajo cuando su empleador los vendió a su principal operador Bullseye. Su interés amoroso, Knight, posteriormente hizo un trato con S.H.I.E.L.D. a espaldas de lo que quedaba del equipo para que ella pudiera salir tranquilamente de su vida de crimen. 
Killmonger finalmente abrazaría su nombre elegido, así como una nueva diosa llamada K'liluna, hermana caída de la Madre Bast, cuando se vengó de su amante despreciado antes de desaparecer en la oscuridad por un tiempo.

### Regreso a casa
Killmonger regresó a Wakanda después de que el rey T'Challa trajera su tierra a la atención del mundo exterior. Los dos conversarían sobre la teología de Wakanda mientras preguntaban sobre la deidad con la que Erik vivía en secreto, mientras planeaban su venganza contra su señor y la nación a la que culpaba por su abandono a la corrupción más allá. Mientras se volvía a familiarizar con la tierra que lo dejó atrás, N'Jadaka descubriría planes para un WMD llamado Proyecto: Koukou, una bomba de choque de vibranio mortal destinada a actuar como un elemento disuasorio para los colonizadores. Luego se dedicó a matar sistemáticamente a otros refugiados de Wakanda como una táctica de desvío eficaz para fomentar sus planes de conflicto global.
El objetivo final de Killmonger era dejar a Koukou en un Helicarrier de S.H.I.E.L.D. que venía por tratados diplomáticos, enmarcando a la nación oculta como agresores en el escenario mundial y obligándolos a ir a la guerra con todos los demás, por lo tanto; permitiendo a Killmonger derrocar a T'Challa y llevar a su gente a asaltar el mundo en una cruzada genocida. Cuando Shuri lo atrapó en un invento, en lugar de ser arrestado, saltó de un avión a un lago, donde se creía que había sobrevivido.
Lo que pasó con Killmonger después es un misterio. Finalmente se asentaría en una aldea basada en el reino que luego cambiaría su nombre a Villa N'Jadaka en su honor. Se convirtió en un subversivo, con el sueño de librar a Wakanda de lo que él denominó influencias culturales "colonialistas blancas" y devolverlo por completo a sus antiguas costumbres. Luego aprovechó las frecuentes ausencias de Pantera Negra en Estados Unidos con los Vengadores para organizar un golpe de Estado, junto con Barón Macabre. Fue derrotado y asesinado, hasta que el Mandarín reclamó su cuerpo.

### Resurrección
Usando sus anillos, el Mandarín pudo amplificar el Altar de Resurrección y devolverle la vida a Killmonger. Killmonger regresó con su amante y aliada, Madame Slay y los dos conspiraron para matar a la Pantera Negra y devolver Wakanda a sus antiguas costumbres. Mientras Tony Stark visitaba Wakanda, Madam Slay drogó a Jim Rhodes y lo tomó prisionero. Killmonger parecía haber matado a Pantera Negra, y culpó a Rhodes y a Stark, convenciendo a los Wakandianos de que podía llevarlos a la venganza. Pantera Negra regresó, revelando que había fingido su muerte usando un LMD. Pantera Negra derrotó a Killmonger. El Mandarín llamó a su anillo para que volviera a su lado, y Killmonger se convirtió en un esqueleto inanimado. Los seguidores de Killmonger lo resucitaron nuevamente, y se enfrentaría con T'Challa en varias otras ocasiones.

### La toma de posesión de Wakanda
Tras el intento de dominación de Wakanda por el hechicero reverendo Achebe, con T'Challa ausente y el control del país en manos del regente Everett Ross, Killmonger intentó controlar el país a través de su economía, lo que obligó a T'Challa a detenerlo nacionalizando todas las empresas extranjeras en Wakanda, causando una caída del mercado de valores. Los dos enemigos lucharon en un brutal combate ritual por el derecho a gobernar el país, y Killmonger finalmente pudo vencer a su enemigo y obtener el estatus de Pantera Negra para sí mismo. Mantuvo el control de Wakanda durante un tiempo e incluso intentó heredar la posición de Vengador de T'Challa, pero cuando se sometió al rito de ascensión necesario para cimentar su posición, su cuerpo tuvo una reacción severa a la hierba en forma de corazón que debía consumir. Era venenosa para todos menos para aquellos con sangre real. Aunque T'Challa pudo haberlo dejado morir, asegurando así su posición como verdadero Pantera Negra, eligió salvar la vida de Killmonger, preservando su cuerpo en coma. 
Killmonger finalmente salió de su coma, reclamando así su posición como jefe de Wakanda. Se fue a Nueva York y contactó a Kasper Cole, un policía de la zona céntrica de la ciudad disfrazado de Pantera Negra para ayudarlo con los casos, e intentó ganarlo como aliado (y T'Challa) ofreciéndole una versión con búfer de la hierba en forma del corazón de la pantera y ayudar a encontrar al hijo secuestrado de su supervisor. A cambio, tenía que abandonar la identidad de la Pantera y asumir la de un acólito del Tigre Blanco del culto de las Panteras, y le debía un favor a Killmonger. Mientras que Kasper estuvo de acuerdo con esto, luego usó sus nuevas habilidades mejoradas con hierbas para rastrear al niño por su cuenta y evitarle a Killmonger una deuda impagable.
T'Challa es una vez más el único gobernante de Wakanda cuando Killmonger resurge y toma el control del país vecino de Niganda. Durante un duelo posterior con T'Challa, Killmonger es asesinado por Monica Rambeau, a quien había capturado y encarcelado anteriormente. El hijo menor de Killmonger fue visto jurando venganza contra la Pantera Negra, como T'Challa lo había hecho años antes después de la muerte de su propio padre.

### Publicar Guerras Secretas
Después del gran reinicio Multiversal de Marvel, Erik sería una vez más resucitado por una superpotencia intergaláctica basada en la herencia cultural de Wakanda; uno que carecía de su enfoque más pacifista para manejar diferentes razas y etnias. Un gobernante líder de dicho imperio, que había conquistado cinco galaxias mientras tomaba su nombre, trató de suplantar el cuerpo del N'Jadaka original para superar al Wakanda de ahora en venganza del rey del futuro por matarlo. Pero el simbionte que retuvo el alma del emperador había superado su intento de encontrar un nuevo anfitrión, resucitando al poseedor original de su nombre que luchó con él por el control de su cuerpo compartido, la entidad parásita que amenazaba con devolver a Killmonger a la muerte si lo desobedecía mientras el precursor del señor supremo galáctico prometiendo dominarlo y suplantarlo en respuesta.

## Poderes y habilidades
Erik Killmonger es un artista marcial experto con una fuerza de nivel máximo y un intelecto de nivel de genio. También es un estratega experto que se ha hecho cargo de Wakanda y Niganda varias veces. Erik es capaz de recibir ataques de enemigos más fuertes y caer desde grandes alturas que matarían o herirían a una persona normal con poca o ninguna herida (aún puede resultar herido o muerto si sufre suficiente daño). Él es un gran conocedor de la historia de Wakanda / África y las leyes que lo llevaron a luchar constantemente contra Pantera Negra por el trono. También está fuertemente implícito que no puede consumir la Hierba en forma de corazón para obtener las mismas habilidades de la Pantera Negra debido a que no tiene la línea de sangre real. También es un hábil hombre de negocios.

## Otras versiones

### X-Men Forever
En una línea de tiempo alternativa representada en X-Men Forever, Killmonger hizo un pacto con una versión malvada de Tormenta para matar a T'Challa, lo que lograron hacer. Sin embargo, Tormenta luego traicionó y mató a Killmonger para que pudiera ser vista como un héroe para los Wakandans y convertirse en la Reina de Wakanda.

### Once and Future King
En un universo alternativo, Killmonger y su camarilla secuestraron al amigo de T'Challa, Everett Ross, para que T'Challa saliera del aislamiento. Sin embargo, él, su camarilla, la hija de T'Challa fueron asesinados por T'Charra, el hijo de T'Challa.

### Infinity Wars
Durante las Guerras del Infinito, cuando el universo se doblaba por la mitad, Killmonger se fusionó con Killraven, formando Erik Killraven. En un futuro posible, donde los marcianos habían invadido la Tierra, Erik junto con su familia, que había sido exiliado de Wakanda, fueron capturados y experimentados por los marcianos. Erik junto con M'Bakshulla (una fusión de Man-Ape y M'Shulla Scott) escapó de los marcianos y robó Time Diamonds, que usaron para viajar en el tiempo y debilitar a Wakanda para que cayera con el resto del mundo durante el Invasión marciana. De hecho, tuvieron éxito en matar a T'Chaka y destruir la hierba en forma de corazón. Finalmente se enfrentaron a Ghost Panther (una fusión entre Black Panther y Ghost Rider), con este último matando a M'Bakshulla. Erik tomó represalias atravesándolo por detrás y colocando bombas alrededor de Wakanda. Sin embargo, Ghost Panther regresó y, junto con su padre resucitado, consumió el alma de Killraven.

### Emperador Intergaláctico de Wakanda
En una línea de tiempo alternativa establecida 2000 años en el pasado distante, un hombre llamado así por el nombre real de Killmonger, N'Jadaka, se convirtió en un héroe del imperio después de recuperar el Fragmento de M'Kraan durante la guerra contra el Imperio Shi'Ar. Sin embargo, el actual gobernante de Wakanda temía que N'Jadaka lo derrocara, por lo que envió a N'Jadaka junto con su escuadrón en una misión suicida secreta para tomar la Matriz de la galaxia Mamadou, que estaba habitada por los Kronans, Shadow People, y el Klyntar. Al llegar a un planeta de la galaxia, fueron rápidamente atacados por una raza conocida como los Entre. Tratando de sobrevivir, se encontró con un miembro de la raza Klyntar y se unió a él, ya que tenían un odio mutuo contra el emperador actual, que convirtió al Klyntar en una especie en peligro de extinción. Al derrotar a Between, N'Jadaka y el Simbionte mataron al emperador y tomaron el trono como el nuevo emperador del Imperio Intergaláctico de Wakanda. Durante este tiempo, él se casó y concibió una hija. Al enterarse de que T'Challa del futuro había llegado a su presente, temió que T'Challa se uniera a los rebeldes Maroon, por lo que lo convirtió en miembro de los Sin Nombre, esclavos a quienes les borraron la memoria y se vieron obligados a la mía. para Vibranium en asteroides. Sin embargo, T'Challa conservó sus recuerdos de Tormenta y logró escapar para unirse a los Maroon a pesar de todo. Después de eso, N'Jadaka se acercó a Bast y, después de contar su origen, luchó contra el avatar de Bast. Tuvo éxito en matarlo y convertir a su hija en el nuevo Avatar de Bast. Después de que los cimarrones se apoderaron de la hija de N'Jadaka y T'Challa había visitado el planeta de los Intermedios, N'Jadaka con su ejército fue tras los rebeldes para recuperar a su hija. Sin embargo, Bast lo traicionó e hizo que sus cazas del Imperio chocaran contra la nave nodriza mientras un comandante rebelde hacía explotar el planeta que sostenía el núcleo de la base rebelde como último intento desesperado por detenerlo; resultando en el sacrificio de miles de vidas y la aparente muerte de N'Jadaka.

## En otros medios

### Televisión
- Erik Killmonger aparece en Lego Marvel Super Heroes - Black Panther: Trouble in Wakanda-lego marvel super heroes 2, interpretado por Keston John.[29]
- Erik Killmonger aparece en la quinta temporada de Avengers Assemble, nuevamente con la voz de Keston John.[30] En el episodio de dos partes "Shadow of Atlantis", Killmonger contrata a Tiburón Tigre para irrumpir en la Embajada de Wakandan y robar un frasco que contiene la cresta de la Familia Real de Wakandan. Después de escapar con el sello con los Vengadores persiguiéndolo, Tiburón Tigre contacta a Killmonger para una extracción solo para que Killmonger lo rechace al no poder hacer estallar su atraco sin ningún problema. En el tercer episodio llamado "Into the Deep", Erik asume el papel de embajador de Wakanda en la ciudad de Atlantis y su rey mientras trabaja secretamente para sacar a Tiburón Tigre del cautiverio. Revelando sus verdaderos colores tanto al rey del mar como a los Reales de Wakanda, T'Challa, que se coló secretamente en la ciudad hundida. Y a Shuri, quien fue invitada como invitada diplomática; mientras detonaba cargas técnicas de tecnología de Wakandan que amenazaban con destruir el reino de Attuma mientras los villanos escapaban.[31]

### Universo cinematográfico de Marvel
Killmonger aparece en medios ambientados en el Universo cinematográfico de Marvel (UCM), interpretado por Michael B. Jordan. Esta versión es un soldado estadounidense de operaciones encubiertas llamado Erik Stevens, aunque su nombre de nacimiento era N'Jadaka, mientras que su apodo de "Killmonger" proviene de su carrera militar. Además, en lugar de un exiliado de Wakanda, es hijo del príncipe N'Jobu y una mujer estadounidense de Oakland, California, y su pecho está cubierto de puntos de escarificación autoinfligidos; uno por cada una de sus muertes confirmadas. Además, Killmonger luce una armadura de batalla que se parece a la de Vegeta de la serie anime Dragon Ball Z, de la cual Jordan es fan. La actuación de Jordan como Killmonger recibió elogios de la crítica, y el personaje fue ampliamente aclamado como uno de los mejores villanos del UCM.
- Killmonger aparece por primera vez en la película de acción real Black Panther (2018). Buscando venganza por la muerte de su padre y enfadado por la negación de Wakanda a ayudar a los individuos de ascendencia africana privados de sus derechos en todo el mundo, desafía a su primo T'Challa por su derecho de nacimiento al trono y aparentemente lo mata. Después de convertirse en rey de Wakanda, Killmonger ordena que las armas de alta tecnología del país se envíen a grupos marginados en Londres, Nueva York y Hong Kong para ayudar a la gente oprimida a levantarse y derrocar a sus gobiernos. Se pone una versión del traje de absorción de energía cinética de T'Challa cuando éste regresa para reclamar el trono y es herido de muerte en la revancha resultante. Aunque se le ofrece tratamiento, Killmonger elige morir en lugar de ser encarcelado.
- Una versión alternativa de la línea de tiempo de Killmonger aparece en la serie animada de Disney+, What If...? (2021), en el episodio "¿Qué pasaría sí... Killmonger rescató a Tony Stark?", con Jordan repitiendo su papel.[42][43] Él rescata y se hace amigo de Tony Stark para obtener su ayuda en la construcción de un dron de combate automatizado a partir de Vibranium antes de organizar la muerte de T'Challa, James Rhodes y Stark para convencer al ejército de los Estados Unidos de construir un ejército de drones de combate y provocar un conflicto entre Estados Unidos y Wakanda. Después de regresar a Wakanda y revelar su verdadera herencia, Killmonger trabaja con las fuerzas de Wakanda para derrotar al ejército de drones y finalmente convertirse en el nuevo Pantera Negra. Regresando en el final de temporada "¿Qué pasaría sí... el Vigilante rompiera su juramento? ", Killmonger es reclutado por el Vigilante para unirse a los Guardianes del Multiverso y ayudar a evitar que Ultron destruya el Multiverso. Tras la derrota de Ultron, Killmonger traiciona a los Guardianes y toma las Gemas del Infinito para él, con la esperanza de usarlas para arreglar su universo. Sin embargo, es atacado por Arnim Zola en el cuerpo de Ultron, quien también busca las Gemas, y ambos son finalmente congelados en una dimensión de bolsillo por el Vigilante y el Doctor Strange Supremo. Posteriormente, Strange Supremo lleva a Killmonger y Zola de regreso a su universo nativo, para protegerlos por el resto de la eternidad. Haciendo una aparición sin hablar en el final de la segunda temporada, "¿Qué pasaría sí... Strange Supremo interviniera?", Killmonger se encuentra entre los asesinos universales y héroes justos que fueron capturados por Strange Supremo para alimentarlos a la Forja y restaurar su universo destruido. Durante el motín multiversal, Killmonger elimina una variante de Thanos y se enfrenta a la Capitana Carter y Kahhori; esta última usa sus poderes de la Gema del Espacio para teletransportar a Killmonger fuera de su Armadura Infinita, que es tomada por Carter, dejando a Killmonger para luchar contra otros con su traje de Pantera Negra.
- Killmonger aparece en la película de acción real Black Panther: Wakanda Forever (2022).[44] Shuri consume una hierba sintética en forma de corazón y entra en trance con la esperanza de comunicarse con sus seres queridos perdidos. En cambio, ve a Killmonger, quien explica que se están reuniendo porque su corazón está contaminado con una necesidad similar de venganza. Aunque la elogia por sus intentos de proteger a Riri Williams, la incita a ceder a su venganza.

### Videojuegos
- Erik Killmonger aparece como un personaje jugable en el paquete DLC Pantera Negra para Lego Marvel Avengers.[45]
- Erik Killmonger aparece como un personaje jugable en Lego Marvel Super Heroes 2.[46]
- Erik Killmonger aparece como un personaje jugable en Marvel Future Fight.[47]
- Erik Killmonger aparece como un personaje jugable en Marvel: Contest of Champions.[48]

### Música
Erik Killmonger es mencionado en las canciones "Paramedic" de SOB X RBE, "Bloody Waters" de Ab-Soul, James Blake y Anderson Paak, y "King's Dead" de Jay Rock, Kendrick Lamar y Future, las cuales se encuentran en la banda sonora oficial de la película Black Panther (película) (producido por Kendrick Lamar).